# Henric de Lipá
Henric de Lipá (în cehă Jindřich z Lipé, în germană Heinrich von Leipa; n.c. 1270 – d. 26 august 1329, Brno) aparținând familiei de Leipa, a fost șambelan și mareșal suprem al Regatului Boemiei.

## Biografia
Se știe că Henric s-a născut din familia Ronovci, deși data exactă a nașterii sale rămâne necunoscută. Henric apare prima dată în documentele de la curtea regală din Praga în 1296 împreună cu fratele său, Čeněk de Ojvina. El a luptat împotriva regelui Albert I, apărând orașul Kutná Hora în 1304 împreună cu prietenul său Jan Vartenberk. Henric a început să apară regulat în documente începând din 1306 numărându-se printre cei mai importanți nobili ai țării.

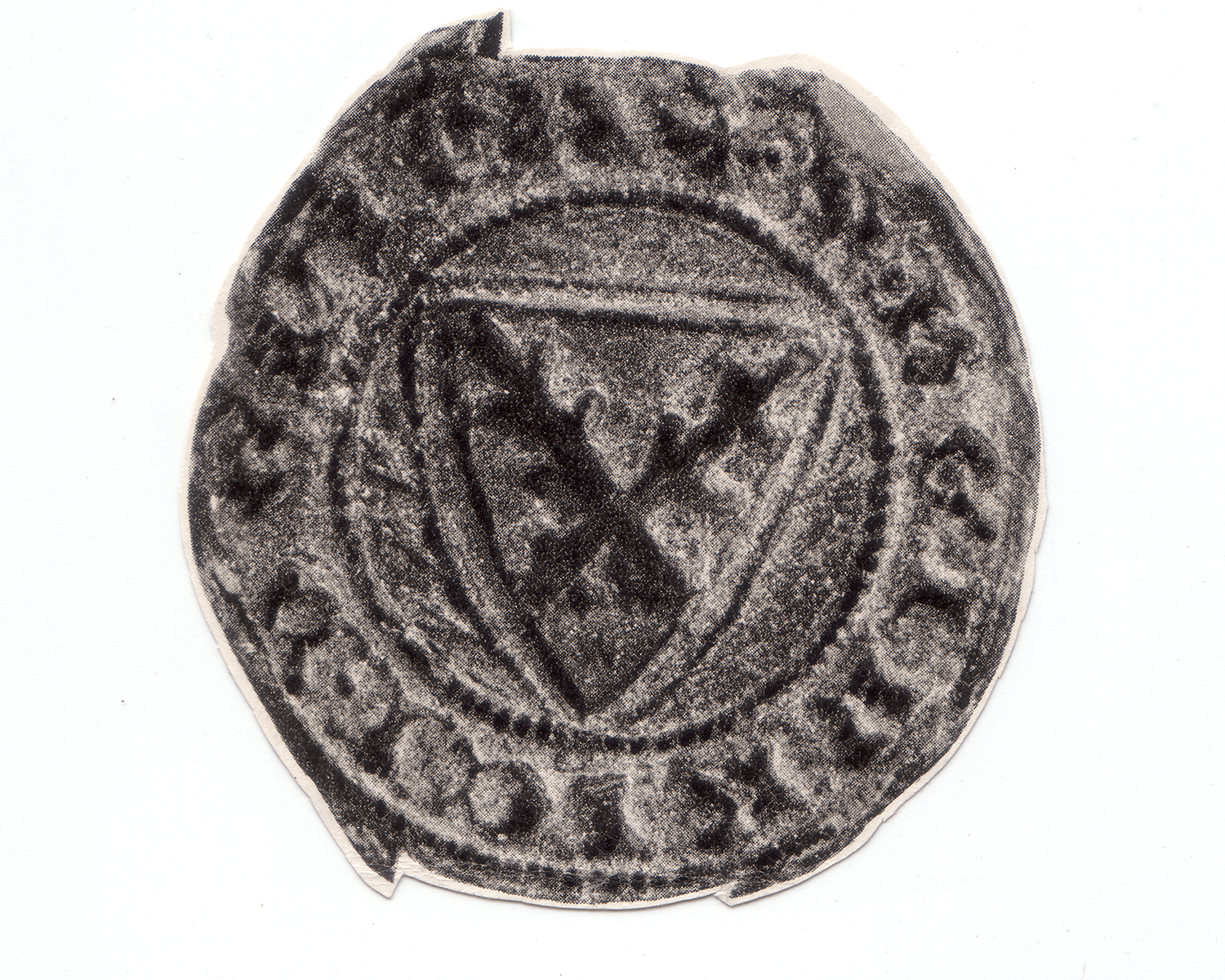
Sigiliul lui Henric de Lipá (1316)

Henric de Lipá a primit de la regele Ioan de Luxemburg domeniile familiei de Obřany care se stinsese (cel mai important dintre ele era orașul Moravský Krumlov) probabil în 1312 (cel mai târziu în 1315). În calitate de comandant al armatei boeme Henric a învins invadatorii unguri la Holice în 1315.
Prin influența sa, Henric l-a ajutat pe Henric de Carintia să ocupe tronul Boemiei, dar a contribuit și la expulzarea acestuia din țară câțiva ani mai târziu. În 1310, Ioan al Boemiei l-a numit șambelan și mareșal suprem al Regatului Boemiei. În 1311, a pierdut aceste funcții, dar s-a întors în 1315. La instigarea reginei Elisabeta de Boemia, el a fost arestat și acuzat de conspirație împotriva regelui Ioan de Luxemburg care se afla pe tronul Boemiei. O parte din nobilime și partenera sa, regina văduvă Elizabeta Richza a Poloniei, au fost de partea lui Henric. El a fost eliberat în 1316 după ce a fost închis timp de șase luni.
Henric a recâștigat titlul de Mareșal Suprem după moartea lui Vilém de Valdek, păstrându-l până la moarte. De asemenea, din 1319 până la moartea sa a fost guvernatorul Moraviei, iar în absența regelui între 1319 și 1321, a fost guvernatorul Boemiei.
Henric a murit pe 26 august 1329 după ce și-a petrecut ultimii ani cu regina văduvă Elisabeta Richza la reședința sa din Brno. A fost înmormântat în Bazilica Adormirea Maicii Domnului din Brno. 
Henric a fost căsătorit cu Agnes de Hardegg. Din căsătoria lor au rezultat patru fii: Henric al II-lea de Lipá, Jan, Pertold de Lipá  și Čeňek de Lipá și trei fiice: Kateřina, Klára și Markéta.